# Lérouville

Lérouville este o comună în departamentul Meuse din nord-estul Franței. În 2010 avea o populație de 1.487 de locuitori.

## Evoluția populației
| An        | 1975  | 1982  | 1990  | 1999  | 2006  | 2010  |
| --------- | ----- | ----- | ----- | ----- | ----- | ----- |
| Populație | 1.582 | 1.442 | 1.373 | 1.389 | 1.461 | 1.487 |